# Gare de Broc-Chocolaterie
La gare de Broc-Chocolaterie est une gare ferroviaire situé sur le territoire de la commune suisse de Broc, dans le canton de Fribourg. Elle donne accès à la fabrique de chocolat Cailler de Broc, aujourd'hui propriété de Nestlé.

## Situation ferroviaire
Établie à 688,50 mètres d'altitude, la gare de Broc-Chocolaterie est située au point kilométrique 5,44 de la ligne en provenance de la gare de Bulle (autrefois ligne à écartement métrique de Bulle à Broc-Fabrique).
Elle est dotée de trois voies dont deux entourant un quai.

## Histoire
La gare de Broc-Chocolaterie a été ouverte en 1912, où elle est reliée à la chocolaterie Cailler (aujourd'hui Nestlé). Le prolongement de cette ligne vers Fribourg, prévu à l'origine, n'a pas été construit en raison de la Première Guerre mondiale.
La gare a été fermée pour travaux à partir du 6 avril 2021 et a rouvert le 26 août 2023. L'ensemble de la ligne de Bulle à Broc-Fabrique a vu sa voie métrique remplacée par une voie normale afin de permettre des relations directes de Berne jusqu'à la chocolaterie suisse de la maison Cailler à Broc. Les travaux ont débuté le 15 juin 2020 et se sont achevés le 28 août 2023. Les gares ont également été déplacées ou fusionnées et adaptées aux personnes à mobilité réduite,. La gare Broc-Fabrique a pour l'occasion été renommée Broc-Chocolaterie. Une nouvelle gare routière sera construite à proximité de la gare ferroviaire de Broc-Chocolaterie.

## Service des voyageurs

### Accueil
Gare des TPF, elle est dotée d'un bâtiment voyageurs et d'un distributeur automatique de titres de transport sur le quai.
Elle n'est pas accessible aux personnes à mobilité réduite.

### Desserte
La gare de Broc-Chocolaterie est desservie toutes les demi-heures par les trains des lignes RE2 et RE3 du RER Fribourg les reliant à Guin et à Berne via la gare de Bulle.

### Intermodalité
La gare de Broc-Chocolaterie est en correspondance avec la ligne 256 des TPF.